# Riacho Bálsamo
Riacho Bálsamo är ett vattendrag i Brasilien.   Det ligger i delstaten Alagoas, i den östra delen av landet, 1 400 km nordost om huvudstaden Brasília.
Omgivningarna runt Riacho Bálsamo är huvudsakligen savann. Runt Riacho Bálsamo är det ganska glesbefolkat, med 43 invånare per kvadratkilometer.